# HD 175132
HD 175132，又名BD+41 3167，SAO 47874、HR 7118，是一颗恒星，视星等为6.28，位于銀經71.08，銀緯17.43，其B1900.0坐标为赤經18h 48m 54.5s，赤緯+41° 17.43′ 41″。